# Réparation aux dégâts des pirates français
La réparation aux dégâts des pirates français est un contrat signé en 1803 entre la République française et les États-Unis au même moment que la vente de la Louisiane, pour 20 millions de francs, soit le quart du montant retiré par la France de la vente de la Louisiane.

## Contexte
Ce contrat est la conséquence du traité de Mortefontaine signé trois ans avant, en 1800, pour tenter de mettre fin à la quasi-guerre, appelée aussi "guerre des pirates", entre les pirates français et les navires de commerce américains alimentant l'île de Saint-Domingue après sa libération par le général noir Toussaint Louverture, qui se dessine dès l'armistice du 30 mars 1798, le trafic augmentant encore après la convention commerciale tripartite de 1799.
Les Américains avaient surtout des navires marchands, qu'ils ont tenté d'armer, lorsque les Français ont voulu opérer un blocus d'Haïti.
Selon le Consul américain à Saint-Domingue, Edward Stevens, quelque 1 500 « pirates » embarqués sur trente-sept pinasses attaquaient les bâtiments marchands américains se rendant à Saint-Domingue. Ces pirates sont à l'origine de la piraterie des années 1800 dans la Caraïbe, qui vit de grands aventuriers comme Jean Lafitte ou Louis-Michel Aury devenir célèbres.
La vente de la Louisiane, grand succès de l'ambassade des États-Unis en France, a obligé à trancher entre les marchands de la côte est, qui critiquaient son prix et les planteurs du sud et de l'ouest, qui souhaitaient ainsi sécuriser la libre circulation sur le Mississippi, mise à mal en octobre 1802 par la suspension de la zone franche de la Nouvelle-Orléans. Napoléon Bonaparte accepta de rendre de l'argent aux marchands de la côte est attaqués depuis quelques années par les pirates français, en échange du fait qu'il arrive à vendre la Louisiane tout entière aux Américains.
Le 27 avril 1798, le Congrès des États-Unis avait voté des crédits militaires pour la construction de 12 navires de guerre, car à l'issue de la guerre d'indépendance des États-Unis, en 1784, les Anglais avaient conservé l'essentiel de leurs navires de guerre. La quasi-guerre démarre en novembre 1798, peu après la libération de Saint-Domingue par le général noir Toussaint Louverture, suscite des courriers préparant la convention commerciale tripartite de 1799.
Dans un mémoire adressé au Directoire, Charles-Maurice de Talleyrand-Périgord souligne alors que "cette situation mi-amicale, mi-hostile nous est profitable, nos colonies continuent à être approvisionnées par des navires américains tandis que nos pirates s'enrichissent en capturant des bateaux américains". Les actes de piraterie français donnent peu à peu un relief inattendu, en exaspérant les Américains, à "l'incident XYZ" : fin 1797, Charles-Maurice de Talleyrand-Périgord avait provoqué un incident diplomatique en faisant demander des pots-de-vin à trois envoyés américains : c'est l'affaire XYZ qui provoque la « quasi-guerre ».
"XYZ n'aurait pas pu prendre place sans la conviction sans cesse réitérée par Charles-Maurice de Talleyrand-Périgord que les Américains n'entendent que le langage de l'argent et ne respectent que l'argent" a estimé à ce sujet l'historien Doina Pasca Harsanyi.
Le président américain John Adams fut vivement critiqué ensuite par l'opposition pour le soutien à Toussaint Louverture, en particulier par Thomas Jefferson, qui avait démissionné dès 1794 de son poste de secrétaire d'État américain pour construire le "parti français à Washington".
La Convention de Mortefontaine, qui mettait officiellement fin à la guerre, fut signée le 30 septembre 1800 mais les combats maritimes continuèrent bien après, les navires français ayant pris l'habitude de s'attaquer au sud des États-Unis, pour aller ensuite se réfugier dans la partie orientale de Cuba où s'était installée la première vague de réfugiés français de Saint-Domingue en Amérique.
L'historien français Gabriel Debien fut le premier à signaler l'activité corsaire mise en œuvre à Cuba. Ces corsaires sont souvent des réfugiés français installés à Santiago de Cuba, où le gouverneur Juan Bautista Vaillant Berthier, arrivé en 1799, veut développer la partie orientale de l'île, où les terres sont trois fois moins chères que dans la partie ouest. Le recensement de 1800 dénombre 250 noms français de marins avec prénom espagnol, dont un "Pedro Lafitta", qui est le frère du corsaire français Jean Laffite. Parmi eux, les armateurs Pedro Ollanger, Pedro Raymond, Pedro Bossard et Esteban Redonnet.